# Phnom Penh
Phnom Penh (em khmer: ភ្នំពេញ, translit. Phnum Pénh, pronunciado em khmer: [pʰnum peɲ]; antigamente romanizado como Panomping) ou, nas formas aportuguesadas, Pnom Pen, Pnom Pene ou Penome Pene, é a capital, cidade mais populosa e o principal centro financeiro, corporativo, econômico e político do Camboja. É uma das quatro cidades com estatuto de província no país. Localizada às margens do rio Mekong e do lago Tonle Sap, Phnom Penh é a capital nacional desde a colonização francesa no país, tornando-se o centro da nação e um importante centro de atividades econômicas e industriais no Sudeste Asiático. Sua população, de acordo com dados de 2019, era de 2,1 milhões de habitantes, e sua área territorial de 678,46 km².
A cidade ficou conhecida como a "Pérola da Ásia" na década de 1920, sendo considerada uma das mais belas cidades na Indochina francesa. Phnom Penh, juntamente com Siem Reap e Sihanoukville, são destinos turísticos globais e nacionais significativos para o Camboja. Fundada em 1434, a cidade é conhecida por sua bela e histórica arquitetura e atrações. Há uma série de edifícios da época colonial francesa espalhados ao longo das grandes avenidas da cidade.
A história de Phnom Penh está ligada a uma antiga lenda khmer, onde uma mulher chamada Old Lady Penh encontrou uma árvore koki no lago Tonle Sap, que continha duas estátuas, sendo uma de Buda e outra de Vishnu, enquanto recolhia lenha. Assim sendo, a cidade recebeu o nome de "Phnom", que significa "colina ou morro", e "Penh", em homenagem a esta mulher local, usando seu sobrenome. Durante séculos, a cidade foi o centro do país. Entretanto, a sede do reino só se estabeleceu na cidade por definitivo em meados do Século XIX, sob o reinado de Norodom I. Em seus anos de história, Phnom Penh foi saqueada e invadida pelos tailandeses em diversos momentos, foi ocupada pelos japoneses na Segunda Guerra Mundial, sofreu efeitos da Guerra do Vietnã e foi o local central das ações políticas do Regime do Khmer Vermelho.

## História
É dito que a fundação de Phnom Penh tem ligações com uma antiga lenda cultural khmer. De acordo com esta lenda, uma mulher local chamada Old Lady Penh (Duan Penh) vivia em Chaktomuk, onde hoje está a cidade, no final do século XIV, quando a capital do reino Khmer ainda estava em Angkor, próximo à Siem Reap, a 350 quilômetros a oeste, em direção à fronteira com a Tailândia. Recolhendo lenha ao longo das margens do rio, Lady Penh avistou uma árvore koki flutuando no rio e retirou-a da água. Dentro da árvore ela encontrou quatro estátuas de Buda e um de Vishnu (os números variam em diferentes narrativas).
A descoberta foi considerada como uma bênção divina, e para alguns um sinal de que a capital Khmer deveria ser mudada de Angkor para Phnom Penh. Para abrigar os novos objetos sagrados encontrados, Lady Penh levantou uma pequena colina na margem oeste do lago Tonle Sap e construiu um santuário, agora conhecido como Wat Phnom, no extremo norte do centro de Phnom Penh. 'Phnom', na língua khmer, significa "colina" ou "morro". Devido ao sobrenome de Lady Penh, o local passou a chamar-se Phnom Penh. Phnom Penh tornou-se a capital do Camboja após Ponhea Yat, rei do Império Khmer, mudar a capital de Angkor Thom. Naquela época, Angkor havia enfrentado dois ciclos de décadas de secas extremas, presumivelmente entre 1362-1392 e 1415-1440. Neste período, a capital já havia perdido grande parte do controle de seu império, deixando-o vulnerável aos constantes ataques dos tailandeses. O período foi marcado por longas séries de guerras contra os reinos vizinhos. Angkor foi invadida e saqueada abruptamente pelos tailandeses por volta de 1430 e em 1431 foi abandonada pelo império khmer, devido a quebra de sua infraestrutura e desastres ecológicos. Assim sendo, a capital foi transferida para Lovek, que também não resistiu aos ataques dos tailandeses e vietnamitas. Mais tarde, Phnom Penh tornou-se a nova capital do Camboja.

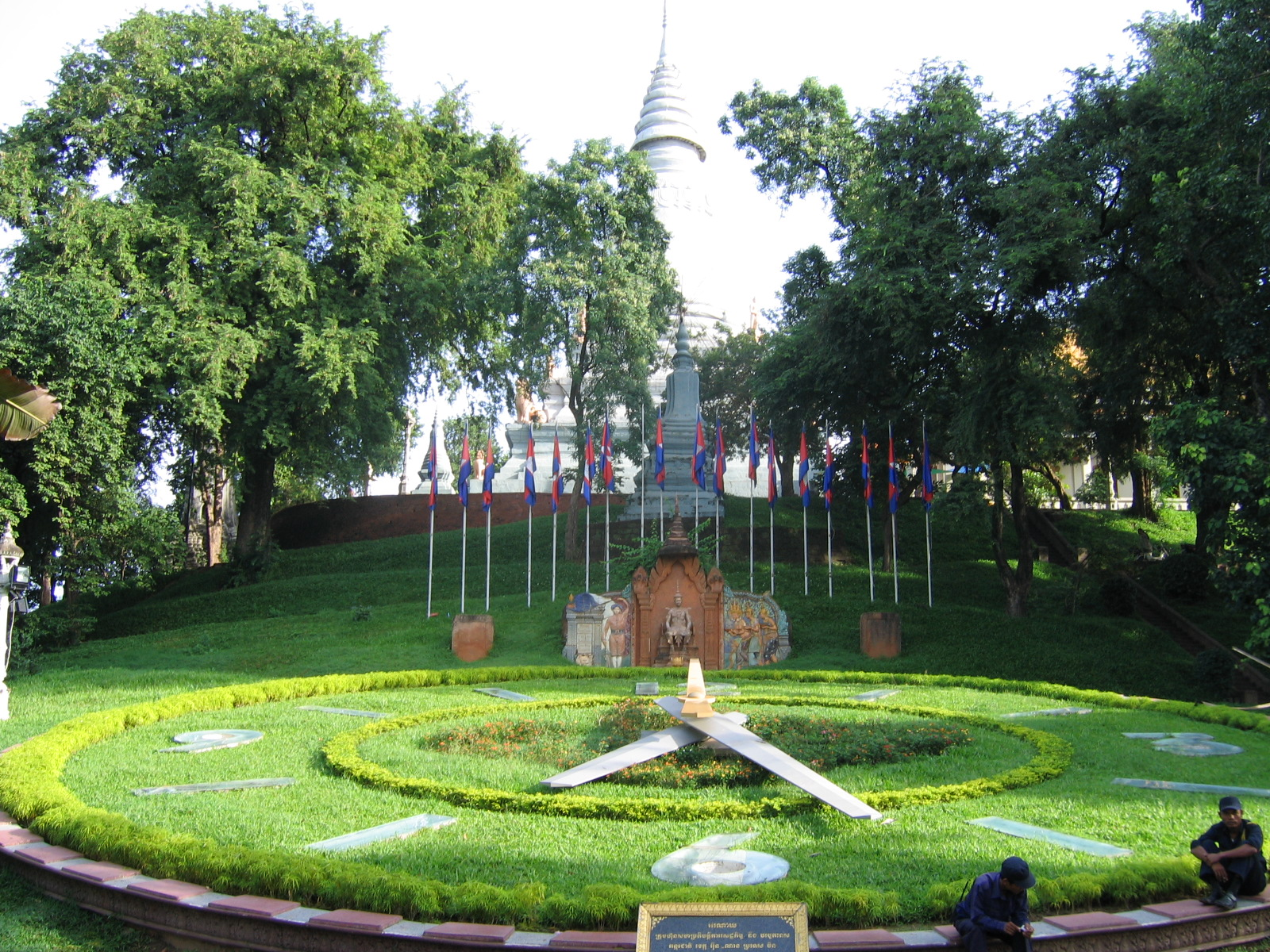
Wat Phnom deu origem ao nome da cidade.

Phnom Penh permaneceu como a capital do reino durante 73 anos, entre 1432 e 1505. Ela foi abandonada por 360 anos, entre 1505 e 1865, devido a lutas internas entre os pretendentes reais. Durante este período, várias foram as capitais do Camboja: Tuol Basan (atual Srey Santhor), Pursat, Lovek, Lavear Em e Udong.
No século XVII, os imigrantes japoneses se estabeleceram nos arredores da atual Phnom Penh. Uma pequena comunidade portuguesa se estabeleceu em Phnom Penh no século XVII, realizando atividade comercial e religiosa no país.
Em 1866, sob o reinado do rei Norodom I, filho mais velho do rei Ang Duong - que governou em nome de Sião - Phnom Penh tornou-se a sede permanente do governo real e capital do Camboja, onde o Palácio Real foi construído. A partir de 1870, os colonialistas franceses passaram a construir na cidade hotéis, escolas, quartéis, bancos, escritórios de obras públicas, escritórios de telégrafo, tribunais e serviços de saúde e outros edifícios. Em 1872, a primeira marca de uma cidade moderna tomou forma quando a administração colonial contratou os serviços de um empreiteiro francês, Le Faucheur, para construir as primeiras 300 casas de concreto para venda e aluguel para os comerciantes chineses.
Por volta de 1920, Phnom Penh era conhecida como a "Pérola da Ásia", e nas próximas quatro décadas seguintes a cidade continuou a sofrer um rápido crescimento com a construção de ferrovias para Sihanoukville e do Aeroporto Internacional de Pochentong (agora Aeroporto Internacional de Phnom Penh). A infraestrutura de Phnom Penh experimentou grande modernização sob o governo de Sihanouk.

### História recente

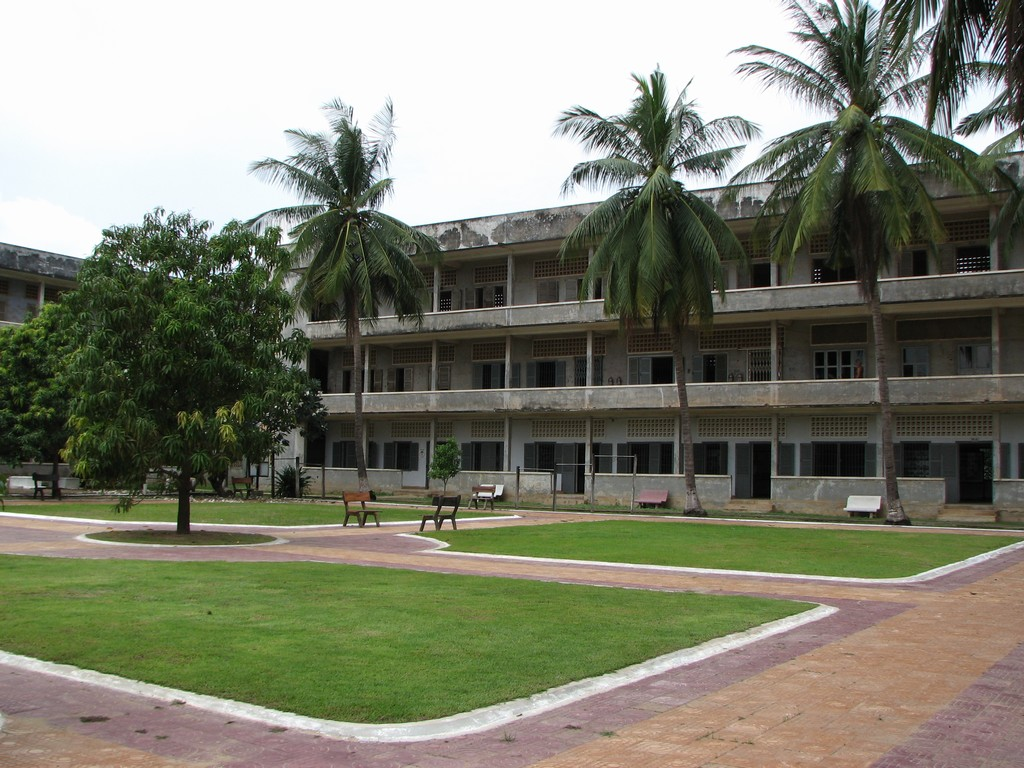
Museu do Genocídio Tuol Sleng.

A cidade foi ocupada pelos japoneses na Segunda Guerra Mundial. Durante a Guerra do Vietnã, o Camboja foi usado como base pelo Exército norte-vietnamita e pelos Vietcongues, e milhares de refugiados de todas as regiões do país imigraram para a cidade para escapar do combate envolvendo as próprias tropas de defesa do país, e os norte-vietnamitas (apoiados pela União Soviética e China) e sul-vietnamitas (apoiados pelos Estados Unidos, Reino Unido, Tailândia e outros aliados), além do Khmer Vermelho. Em 1975, a população da cidade estava entre 2 e 3 milhões de habitantes, a maior parte dos quais eram refugiados da luta. O Khmer Vermelho cortou o fornecimento para a cidade por mais de um ano antes de cair em 17 de abril de 1975. O Khmer Vermelho forçosamente evacuou toda a cidade depois de tomá-la, no que foi descrito como uma marcha da morte. Todos os seus habitantes, incluindo aqueles que eram ricos e educados, foram evacuados da cidade e forçados a fazer trabalho em propriedades rurais descritos como "Novas pessoas". A High School Tuol Sleng foi tomada por forças de Pol Pot e transformada em um campo de prisioneiros, onde as pessoas foram detidas e torturadas. Pol Pot procurou um retorno a uma economia agrária e, portanto, matou muitas pessoas tidas como educadas, "preguiçosas", ou políticos inimigos. Muitos outros morreram de fome como resultado da falha da sociedade agrária e da venda de arroz do Camboja para a China em troca de balas e armas. A antiga escola secundária é agora o Museu do Genocídio Tuol Sleng, onde dispositivos de tortura do Khmer Vermelho e fotos de suas vítimas são exibidos. O The Killing Fields, a 15 quilômetros da cidade, foi usado pelo Khmer Vermelho para a marcha de prisioneiros, que foram assassinados e enterrados em covas rasas. O lugar também é agora um memorial para aqueles que foram mortos pelo regime.
O Khmer Vermelho foi expulso de Phnom Penh pelos vietnamitas em 1979, e as pessoas começaram a retornar à cidade. O Vietnã é historicamente um estado com o qual o Camboja teve muitos conflitos, por isso esta libertação era e é visto com um misto de emoções pelos cambojanos. Um período de reconstrução começou, estimulado pela estabilidade continuada de governo, atraindo novos investimentos estrangeiros e a ajuda por parte dos países, incluindo França, Austrália e Japão. Empréstimos foram feitos a partir do Banco Asiático de Desenvolvimento e do Banco Mundial para restabelecer o fornecimento de água potável, estradas e outras infraestruturas. O Censo de 1998 já estimava a população de Phnom Penh em 862 000 habitantes, enquanto dez anos depois, em 2008, sua população já era estimada em 1,3 milhão de habitantes.

## Geografia
Phnom Penh está localizada na região centro-sul do Camboja que, por sua vez, é um dos países do Sudeste da Ásia. A cidade é totalmente cercada pela província de Kandal. O município está situado nas margens do lago Tonle Sap e do rio Mekong, além de ser a nascente do rio Bassac, um distributário dos dois primeiros rios. Todos os três rios cruzam para formar um "X" em sua confluência, onde a capital está situada. Estes rios fornecem água doce e outros recursos naturais para a cidade. Phnom Penh e as zonas circundantes consistem em uma área plana típica do Camboja, muito sujeita a inundações. Apesar de a cidade estar situada a 11,89 metros acima do rio Mekong, as inundações são frequentes na cidade na época de cheia do rio e, por vezes, o rio transborda nos seus limites.
A cidade abrange uma área de 678,46 km², com cerca de 11 401 hectares na área urbana e 26 106 na área rural. A terra agrícola no município equivale a 34,685 km², com 14,76 km² sob irrigação.

### Clima
Phnom Penh tem um clima tropical úmido e seco. O clima é quente o ano todo com apenas pequenas variações. As temperaturas variam tipicamente dos 18 ºC aos 38 °C, e o tempo é sujeito às monções tropicais. A monção sudoeste sopra do interior trazendo ventos úmidos do Golfo da Tailândia e do Oceano Índico, entre maio e outubro. A monção nordeste traz a estação seca, que vai de novembro a março. A cidade experimenta a precipitação mais pesada de setembro a outubro, com o período mais seco em janeiro e fevereiro.
A cidade tem duas estações distintas. A estação chuvosa, que vai de maio a outubro, com altas temperaturas acompanhadas de alta umidade. A estação seca dura de novembro a abril, quando as temperaturas podem cair para 18 °C. Mas as temperaturas podem se aproximar de 40 °C, em abril. Os meses de novembro, dezembro, janeiro e fevereiro são marcados por temperaturas, umidade e precipitações mais baixas.

## Administração

Assembleia Nacional do Camboja, em Phnom Penh.

Phnom Penh é um dos quatro municípios com estatuto de província no Camboja, com um status igual de governo que as províncias cambojanas. Além de Phnom Penh, os outros municípios que também possuem estatuto de província são Sihanoukville, Pailin e Keb. O município é subdividido em nove divisões administrativas, que são chamadas de Khans (distritos). Os distritos são administrados pelo governo municipal de Phnom Penh, sendo divididos em 76 comunas (chamadas de Sangkats) e 637 aldeias (chamadas de Phum).
O governo da cidade é representado pelo Governador, que atua como o principal executivo. Ele é responsável também pela Polícia Militar Municipal, Polícia Municipal e Secretaria de Assuntos Urbanos. O governador possui um Primeiro Vice-Governador e um Segundo Vice-Governador, ambos com a mesma função. O Chefe de Gabinete, que tem o mesmo estatuto que os Vice-Governadores, administra o Gabinete Municipal, composto por 8 Vice-Chefes de Gabinete que, por sua vez, são responsáveis por 27 Departamentos Administrativos. Cada distrito (Khan) possui um representante.
No ano de 2024, o Brasil fez novas relações com o Camboja. 
A Expansão Diplomática e as Mudanças Normativas
Bem-vindos à nossa aula de história! Hoje, exploraremos um evento recente que impacta diretamente a forma como o Brasil se relaciona com o mundo: o Decreto Nº 11.913, de 6 de fevereiro de 2024. Este decreto é notável por criar a Embaixada do Brasil em Phnom Penh e introduzir alterações importantes em decretos anteriores.
Contexto Político:
Para compreender totalmente o significado desse decreto, é crucial entender o contexto político em que ele se insere. No exercício de suas atribuições, o Presidente da República utiliza o art. 84, caput, inciso VI, alínea "a" da Constituição para tomar decisões executivas. Nesse caso, o foco é a diplomacia e as relações internacionais.
Criação da Embaixada em Phnom Penh:
O artigo 1º do Decreto Nº 11.913/2024 é central para nossa discussão. Aqui, o presidente decreta a criação da Embaixada do Brasil em Phnom Penh, no Reino do Camboja. Essa iniciativa representa um passo significativo nas relações bilaterais entre o Brasil e o Camboja, estabelecendo uma presença diplomática formal.
Alterações Normativas:
O artigo 2º destaca outra dimensão importante do decreto. Ele propõe alterações no Anexo II ao Decreto nº 71.733, de 18 de janeiro de 1973. Esse anexo provavelmente contém informações sobre as representações diplomáticas do Brasil. As mudanças indicam uma adaptação às demandas contemporâneas, refletindo uma abordagem dinâmica na condução das relações exteriores.
Revogação do Inciso LVI:
No artigo 3º, o decreto revoga o inciso LVI do caput do art. 1º do Decreto nº 5.073, de 10 de maio de 2004. Este é um ato de simplificação normativa, sugerindo uma revisão das disposições anteriores para melhor alinhar a legislação à realidade atual.
Consequências e Perspectivas:
A criação da Embaixada em Phnom Penh e as alterações normativas não apenas fortalecem os laços diplomáticos, mas também têm implicações mais amplas. Essas mudanças refletem a dinâmica da política internacional e a busca constante por adaptação e eficiência nas relações exteriores.
Em resumo, o Decreto nº 11.913/24 é uma peça essencial no tabuleiro das relações internacionais do Brasil, marcando uma expansão estratégica e ajustes normativos que moldarão o curso da diplomacia brasileira nos próximos anos.
| Lista dos Distritos Administrativos de Phnom Penh | Lista dos Distritos Administrativos de Phnom Penh | Lista dos Distritos Administrativos de Phnom Penh | Lista dos Distritos Administrativos de Phnom Penh |
| Nome do distrito (khan)                           | Número de comunas (Sangkat)                       | Número de aldeias (Phum)                          | População (2008)                                  |
| ------------------------------------------------- | ------------------------------------------------- | ------------------------------------------------- | ------------------------------------------------- |
| Chamkarmon                                        | 12                                                | 95                                                | 182 004                                           |
| Dangkao                                           | 15                                                | 143                                               | 257 724                                           |
| Daun Penh                                         | 11                                                | 134                                               | 126 550                                           |
| Meanchey                                          | 8                                                 | 30                                                | 327 801                                           |
| Prampi Makara                                     | 8                                                 | 33                                                | 91 895                                            |
| Russey Keo                                        | 12                                                | 59                                                | 196 684                                           |
| Sen Sok                                           | 3                                                 | -                                                 | 147 967                                           |
| Tuol Kork                                         | 10                                                | 143                                               | 171 200                                           |
| Porsenchey                                        | 13                                                | -                                                 | 183 826                                           |

### Relações internacionais
- Long Beach, EUA
- Lowell, EUA
- Providence, EUA
- Marília, Brasil
- Jundiaí, Brasil
- Santos, Brasil
- São Bernardo do Campo, Brasil
- Mandalay, Myanmar
- Savannakhet, Laos
- Busan, Coreia do Sul

## Demografia
Em 2019, a população de Phnom Penh era de 2,1 milhões de habitantes, com uma densidade de população total de 5.358 habitantes por quilômetro quadrado. A Região metropolitana de Phnom Penh possui 2 234 566 habitantes. A taxa de crescimento da população da cidade é de 3,92% ao ano, um dos maiores índice na Ásia Oriental. A área urbana da cidade tem crescido consideravelmente desde 1979, devido ao crescimento populacional tanto da cidade quanto da região metropolitana.
Phnom Penh é majoritariamente habitada por cambojanos (ou Khmers), que representam 90% da população da cidade. Há minorias de chineses, vietnamitas, e outros pequenos grupos étnicos como os tais, budongs, mnong preh, kuy, chong, e chams. Como o Budismo é a religião oficial do Camboja, mais de 90% dos habitantes de Phnom Penh são budistas. O islão é praticado por uma minoria Cham. Houve também um aumento nos adeptos do cristianismo, que foi praticamente dizimado durante o regime do Khmer Vermelho. A língua oficial é o khmer, mas há um grande uso do inglês e francês.
A cidade tem o maior índice de desenvolvimento humano (IDH) no país, com um indicador de 0,936 (em 1999) em comparação com o pior indicador de IDH entre as cidades cambojanas, de 0,220 em Mondulkiri - uma área rural habitada principalmente por tribos aborígenes. O número de habitantes de favelas no final de 2012 era de 105 771, em comparação com 85 807 no início do ano.

## Economia

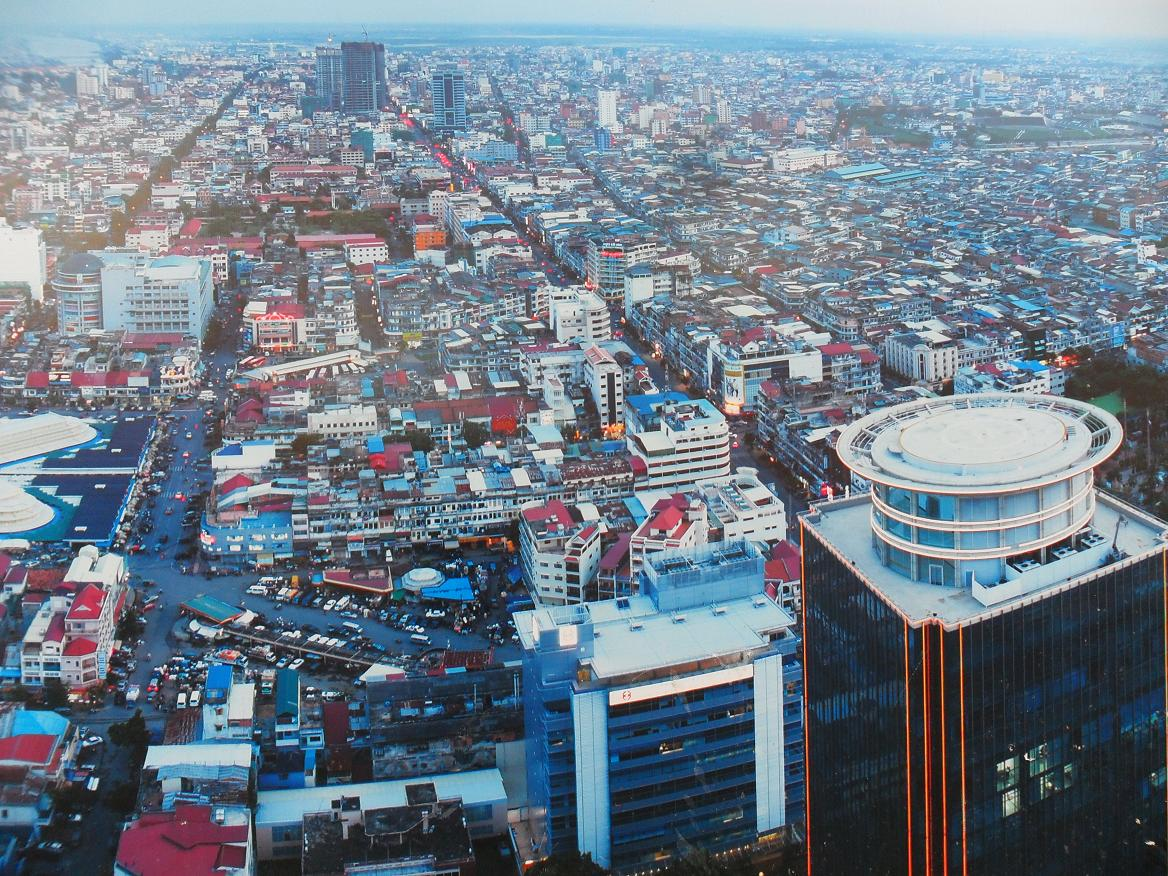
Vista aérea da cidade.

Phnom Penh é o centro econômico do Camboja, responsável por uma grande parte da economia do país. As taxas de crescimento econômico nos últimos anos têm provocado uma aceleração da economia em Phnom Penh, principalmente no setor terciário, com edifícios residenciais e comerciais, tais como hotéis, restaurantes, shoppings centers e arranha-céus surgindo ao redor da cidade.
A economia é baseada principalmente no setor terciário, com predominância no comércio de bens de consumo não-duráveis, como o vestuário, já que o Camboja é o sexto maior exportador de vestuário no mundo. Há um notável aumento no número de pequenas e médias empresas voltadas para esta área. Também as exportações agrícolas floresceram e vem crescendo significativamente desde 2007, com destaque para o arroz, óleo de palma, amendoim, pimenta e outros produtos agrícolas. Nos últimos anos, o negócio imobiliário também tem crescido, com o rápido aumento dos preços imobiliários. O turismo também é um dos principais contribuintes da economia da capital, já que Phnom Penh é o terceiro principal destino turístico cambojano, atrás apenas de Siem Reap e Sihanoukville. De acordo com o Conselho de Viagens e Turismo Mundial, o turismo foi responsável por 17,5% do Produto interno bruto (PIB) do Camboja em 2009, representando 13,7% do total de empregos em Phnom Penh no mesmo ano.
O turismo em Phnom Penh gerou US$ 2,6 bilhões em 2008. Uma das áreas mais populares na cidade para os turistas é Sisowath Quay, ao lado do lago Tonle Sap, uma rua com três quilômetros de extensão que inclui restaurantes, bares e hotéis. Devido ao seu baixo custo de vida e econômico, muitos países vizinhos investem diretamente em Phnom Penh, em companhias de turismo e negócios, oriundas principalmente da Coreia do Sul e Indonesia. O Conselho de Assuntos Urbanos de Phnom Penh, juntamente com a prefeitura, tem planos para expandir e construir novas infraestruturas para acomodar a crescente população e economia. Prédios altos estão sendo construídos na entrada da cidade e perto dos lagos e margens de rios. Além disso, novas estradas, canais e um sistema ferroviário será utilizado para conectar Camko City e Phnom Penh.

## Infraestrutura

### Educação

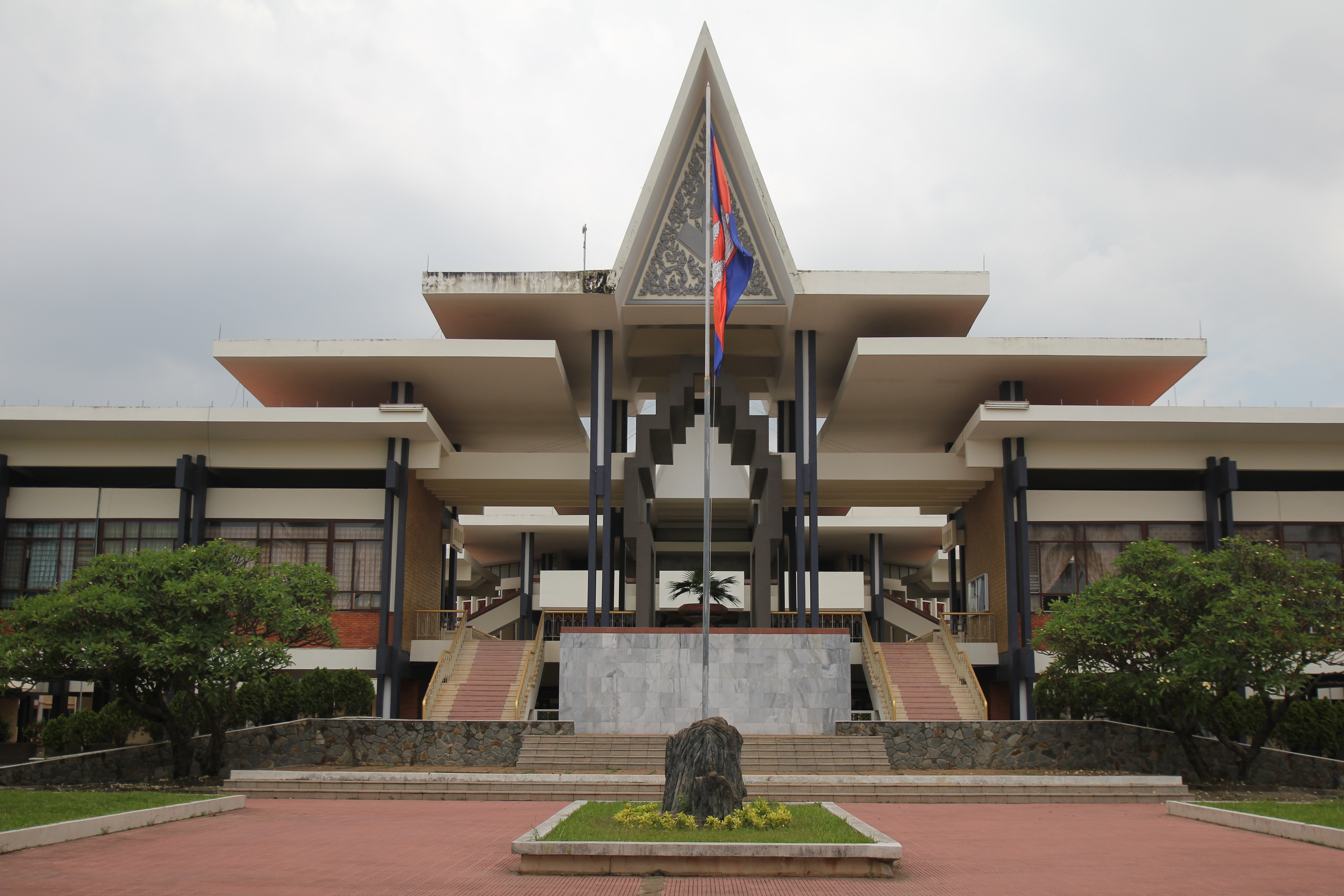
Universidade Real de Phnom Penh.

As principais instituições de ensino superior estão situadas em Phnom Penh. São elas: Universidade Real de Phnom Penh, a instituição de nível superior mais antiga e a maior do Camboja. Fundada em 1960, é uma instituição que ensina ciências, ciências sociais, humanas e línguas estrangeiras; Universidade Real de Direito e Economia, Faculdade Real de Belas Artes, Universidade Real da Agricultura, Universidade Nacional de Gestão, Instituto de Tecnologia do Camboja. Além destas, Phnom Penh sedia também a Universidade do Camboja, uma das mais renomadas no país.

## Cultura e sociedade

### Língua
A língua khmer é a oficial em todo o país. Phnom Penh tem seu próprio dialeto Khmer. O dialeto khmer usado em Phnom Penh muitas vezes elide sílabas, o que lhe deu a reputação de dialeto preguiçoso. Phnom Penh também é conhecida por sua influência sobre a nova arquitetura Khmer. Phnom Penh é notável por Ka tieu Phnom Penh, a sua variação em sopa de arroz-de macarrão, um prato disponível em cafés sit-down, bem como cafés 'Street'. A cidade é ao mesmo tempo o centro econômico e cultural do Camboja.
Música e artes estão fazendo um revival em todo o Camboja, especialmente em Phnom Penh. Phnom Penh atualmente abriga uma série de eventos musicais em toda a cidade. Bandas 'indie' (aqueles sem patrocinadores) têm crescido em número. Lojas de música estabelecidos são poucos, um dos únicos (com foco em pianos) estar na Rua 13, perto do Museu Nacional.
Os dois museus mais visitados na cidade são o Museu Nacional, que é líder do museu histórico e arqueológico do país, e Tuol Sleng Genocide Museum, uma antiga prisão do Khmer Vermelho.

### Mídia

#### Jornais e revistas
Alguns jornais e revistas tem circulação diária, semanal e mensal na cidade. Os principais jornais e revistas em circulação em Phnom Penh, na língua khmer, são: Amor Khmer (ស្រលាញ់ខ្មែរ), Universal (ចក្រវាឡ), Novo (កម្ពុជាថ្មី), Camboja hoje (កម្ពុជាថ្ងៃនេះ), Sociedade de vidro (កញ្ចក់សង្គម), Santhepheap (កោះសន្តិភាព), Consciência Khmer (រស្មីកម្ពុជា), Raios (រស្មីកម្ពុជា), Voz da Juventude (សំឡេងយុវជន), Idealista Khmer (ឧត្តមគតិខ្មែរ), Wat (វត្តភ្នំ), Tamarindo (ដើមអម្ពិល), Khmer Científica (វិទ្យាសាស្ត្រខ្មែរ), Ninho de Mercado (សំបុកផ្សារ), Bb Zhou (ប៉ប់ហ៊្សូន) e Nokor (ព្រៃនគរ). Os jornais e revistas que circulam na cidade publicados em inglês, são: Phnom Penh Post e D'morder Diário, ambos publicados diariamente em inglês e khmer. Além do inglês e khmer, há outras publicações na cidade em outros idiomas. É o caso de Zhejiang Hua Daily e Shan Delhi, em chinês.

### Esporte
Assim como em todo o país, várias artes marciais são populares em Phnom Penh, entre elas o Bokator, o Pradal Serey e o Kickboxing. O Bokator é a de maior expressão, onde um Krama (lenço) é aplicado na cintura e cordas de ceda azuis e vermelhas, chamadas de sangvar day são colocadas em torno da cabeça dos lutadores e biceps (Idêntica tradição do Muay Thai que utiliza as prajied e Mongkon). Antigamente era referido que as cordas têm o poder de aumentar a força do atleta, contudo hoje em dia são utilizadas somente como perpetuação desta tradição. Muitas das técnicas empregues neste estilo de luta, são baseadas em formas de ataque de diversos animais.
O maior estádio de futebol em Phnom Penh é o Estádio Olímpico, com capacidade para até 50 000 pessoas. No entanto, o estádio é pouquíssimo usado, devido a pouca tradição do país no futebol. O estádio foi construído em 1964.